# Björne Erixon
Björne Roland Erixon, född 8 oktober 1940 i Uppsala, är en svensk pastor, bibellärare och författare.
Erixon har tagit en teologisk magisterexamen i kyrkovetenskap vid Uppsala universitet. Han är sedan 2006 lärare på Bibel- och Träningsskolan vid Bjärka-Säby, Linköping. Han har tidigare arbetat som lärare vid Kaggeholms folkhögskola på Ekerö. 
Björne Erixon är son till predikanten Helge Erixon och Gerd Ingeborg Ohlsson.